# BAR 007
A BAR 007 egy Formula–1-es versenyautó, amelyet a British American Racing csapat tervezett és versenyeztetett a 2005-ös Formula–1 világbajnokság során. Pilótái Jenson Button és Szató Takuma voltak, egy verseny erejéig pedig utóbbi helyett Anthony Davidson. Ez volt a csapat utolsó autója, mielőtt eladták volna azt a Hondának, amely a következő idénytől már mint gyári csapat szerepelt.
A csapat rosszul kezdte az évet, ráadásul egy minimumtömeggel való trükközés miatt diszkvalifikálták őket a san marinói futamról, további kettőről pedig el lettek tiltva. Michelin-abroncsos csapatként nem álltak rajthoz Amerikában sem, így az év első kilenc futamán még csak pontot sem szereztek. Ezután fordult velük a szerencse, és a hátralévő versenyeken Button folyamatosan pontszerző volt. Vele szemben Szató egész évben egyetlen pontot szerzett csak, ezért az év végén meg is váltak tőle.
Valamennyi versenyen, ahol nem voltak betiltva a dohányreklámok, a Lucky Strike cigaretta emblémáját viselte magán a csapat, kivéve Kínában, ahol az 555 kék-sárga színeibe öltöztették őket, az autókat kivéve.

## Áttekintés
A sikeres 006-os autó továbbfejlesztése volt, ahhoz képest szűkebbre és kisebbre szabták. Az idényben bevezetett szigorú biztonsági tesztelések mellett még az autó tömegét is sikerült csökkenteni. Mivel a motoroknak ettől az évtől kezdve már 2 versenyhétvégét ki kellett bírniuk, a Honda is egy új erőforrást tervezett, mely erősebb és könnyebb volt, mint elődje, a tömegközéppontja pedig jobb helyen volt, mint elődje esetében. A váltót ugyancsak erre a szűkebbre szabásra tekintettel alakították át. Az idény felénél a csapat egy újfajta, többelemes első szárnnyal is kísérletezett.
Malajziában a beteg Szató helyére a tesztpilóta Anthony Davidson ugrott be. A szezon negyedik, san marinói futamáról a csapatot diszkvalifikálták: noha Button harmadik helyen ért célba, a versenyt követően úgy találták, hogy a BAR autói a minimum tömegként meghatározott 605 kg alatt is versenyeztek, az autók pedig kettős üzemanyagtartállyal rendelkeztek. A BAR tiltakozott a megállapítások ellen, mondván, hogy az autójuk eleve mozgásképtelen, ha 6 kg-nál kevesebb üzemanyag van benne, emellett pedig állították, hogy a szabályok a verseny közbeni tömegre érvényesek, és nem a verseny utáni mérésekre. Az FIA végül azt a döntést hozta, hogy a diszkvalifikálás mellett még további két versenyre eltiltotta a csapatot. Habár egyesek, mint Max Mosley, egyenesen a komplett szezonból való kizárást tartották volna célravezetőnek, erre végül nem került sor. A BAR nem lépett fel jogi úton a döntés ellen, Button a monacói nagydíjat pedig mint az ITV szakkommentátora közvetítette végig.
Az amerikai nagydíjat, ahogy az összes többi Michelin-abroncsos csapat, ugyancsak kihagyták, mert fennállt a súlyos baleset bekövetkeztének lehetősége a gumikat erősen igénybevevő pálya és az arra igen érzékeny gumik miatt. Szatót a japán nagydíjról is diszkvalifikálták egy Jarno Trullival való ütközés miatt.
2006 júliusában már a Honda gyári csapata vetette be még egyszer utoljára az autót, mégpedig azért, hogy megdöntsék a csúcssebesség világrekordját. Ez sikerült is: az autó a Bonneville sós síkságon tartott kísérlet során, melyben Alan van der Merwe vezette a kocsit, 397,481 km/h-s sebességet sikerült elérniük.

## Eredmények
(Táblázat értelmezése)

(Félkövér: pole-pozícióból indult; dőlt: leggyorsabb kört futott) 

| Év   | Csapat | Motor        | Gumik | Pilóták          | 1   | 2   | 3   | 4   | 5   | 6   | 7   | 8   | 9   | 10  | 11  | 12  | 13  | 14  | 15  | 16  | 17  | 18  | 19  | Pontok | Helyezés |
| ---- | ------ | ------------ | ----- | ---------------- | --- | --- | --- | --- | --- | --- | --- | --- | --- | --- | --- | --- | --- | --- | --- | --- | --- | --- | --- | ------ | -------- |
| 2005 | BAR    | Honda RA005E | M     |                  | AUS | MAL | BHR | SMR | ESP | MON | EUR | CAN | USA | FRA | GBR | GER | HUN | TUR | ITA | BEL | BRA | JPN | CHN | 38     | 6.       |
| 2005 | BAR    | Honda RA005E | M     | Jenson Button    | 11  | KI  | KI  | DSQ |     |     | 10  | KI  | NI  | 4   | 5   | 3   | 5   | 5   | 8   | 3   | 7   | 5   | 8   | 38     | 6.       |
| 2005 | BAR    | Honda RA005E | M     | Szató Takuma     | 14  |     | KI  | DSQ |     |     | 12  | KI  | NI  | 11  | 16  | 12  | 8   | 9   | 16  | KI  | 10  | DSQ | KI  | 38     | 6.       |
| 2005 | BAR    | Honda RA005E | M     | Anthony Davidson |     | KI  |     |     |     |     |     |     |     |     |     |     |     |     |     |     |     |     |     | 38     | 6.       |

† - nem fejezte be a futamot, de rangsorolták

## Forráshivatkozások
1. ↑  „Honda poised to make BAR F1 move”, 2004. november 17. (Hozzáférés: 2022. március 3.) (brit angol nyelvű)
2. ↑  2005 BAR 007 Honda - Images, Specifications and Information. Ultimatecarpage.com. (Hozzáférés: 2022. március 3.)
3. ↑  allf1.info. ww38.allf1.info. [2022. március 3-i dátummal az eredetiből archiválva]. (Hozzáférés: 2022. március 3.)
4. ↑  The Times & The Sunday Times (angol nyelven). www.thetimes.co.uk. (Hozzáférés: 2022. március 3.)
5. ↑  Wayback Machine. web.archive.org. [2012. október 1-i dátummal az eredetiből archiválva]. (Hozzáférés: 2022. március 3.)
6. ↑  http://www.f1network.net/main/s169/st73582.htm
7. ↑  Honda F1 sets land speed records at Bonneville (angol nyelven). Autoblog. (Hozzáférés: 2022. március 3.)

## Fordítás
Ez a szócikk részben vagy egészben  a   BAR 007 című angol Wikipédia-szócikk ezen változatának fordításán alapul.  Az eredeti cikk szerkesztőit annak laptörténete sorolja fel. Ez a jelzés csupán a megfogalmazás eredetét és a szerzői jogokat jelzi, nem szolgál a cikkben szereplő információk forrásmegjelöléseként.